# DJ (David Bowie)
D.J. è un brano musicale di David Bowie scritto in collaborazione con Brian Eno e Carlos Alomar, incluso nel suo album Lodger del 1979, e pubblicato come singolo nel giugno dello stesso anno.

## Il brano
Cinico commento sul nascente (all'epoca) culto dei DJ, la traccia è notevole soprattutto per l'assolo di chitarra ad opera di Adrian Belew in essa contenuto, che venne registrato nel corso di molteplici take, poi mixate insieme per la versione definitiva del brano che appare sull'album. Il singolo era una versione accorciata, ma ancora troppo poco commerciale per sfondare davvero in classifica. Il 45 giri raggiunse la posizione numero 29 in Gran Bretagna, e la numero 106 nella classifica Billboard Bubbling Under the Hot 100 negli Stati Uniti.
Il brano è stato eseguito dal vivo da Bowie per la prima volta nel corso dell'Outside Tour del 1995.

### Il videoclip
Il regista David Mallet girò un video musicale per la canzone, dove veniva filmato Bowie nei panni di uno stressato disc jockey nell'atto di distruggere il suo studio, ed altre immagini che mostrano l'artista mentre passeggia per le strade di Londra attorniato da una folla di passanti curiosi e fan assortiti.

## Tracce
1. D.J. (Bowie, Eno, Alomar)  – 3:20
2. Repetition (Bowie) – 2:59

## Formazione
- David Bowie: voce, pianoforte, Chamberlin
- Adrian Belew: chitarra
- Carlos Alomar: chitarra
- George Murray: basso
- Dennis Davis: batteria
- Simon House: violino in Repetition
- Roger Powell: sintetizzatore in Repetition

## Cover
- Danny Michel - Loving the Alien: Danny Michel Sings the Songs of David Bowie (2004)
- Pivio – Lodging a Scary Low Hero (2017)